# ロシア・ポーランド戦争 (1654年-1667年)
ロシア・ポーランド戦争またはウクライナ争奪戦争（1654年 - 1667年）は、ロシア・ツァーリ国とポーランド・リトアニア共和国の間で展開された最後の大規模な戦争。ポーランドでは「大洪水」と呼ばれる戦乱の一部であり、この戦争によってロシアは重要な領土獲得に成功し、これ以降東ヨーロッパにおける覇権国として振る舞うようになっていった。

## 背景
戦争の発端はウクライナ・コサック達がポーランド・リトアニア共和国に対して起こしたフメリニツキーの乱だった。コサックのヘーチマン（首領）ボフダン・フメリニツキーは、外国勢力のうちロシアのツァーリ・アレクセイから支援を取り付けることに成功し、見返りにアレクセイに臣従することを誓った。1651年のゼムスキー・ソボル（ロシア議会）はコサックたちをモスクワの勢力圏内に取り込み、ポーランドに敵対して戦争を起こすことをためらっていた。ツァーリは1653年に議会がウクライナのロシアへの併合を承認するまで事を起こすのを待った。翌1654年、ペレヤスラフ会議でコサック達が協定に批准すると、ロシア・ポーランド間の戦争は不可避となった。

## 交戦

### 共和国への侵攻
1654年7月、4万1000人のロシア軍（名目上はアレクセイが率いていたが、実際にはヤコフ・チェルカッスキー公、ニキータ・オドエフスキー公およびアンドレイ・ホヴァンスキー公が指揮していた）は、国境地帯にあるベールイとドロゴブージの要塞を奪取し、スモレンスクの包囲に取りかかった。
スモレンスクにおける陣地は、すぐ西のオルシャに駐屯していたリトアニア大ヘトマンのヤヌシュ・ラジヴィウ公が率いる1万人の軍隊の進軍に脅かされたが、チェルカッスキーはシクロウ近郊でラジヴィウを破った。3か月の包囲ののち、20年前のロシア・ポーランド戦争の舞台となった難攻の要塞スモレンスクは、9月23日に降伏した。
一方、アレクセイ・トルベツコイ公はロシア軍の南翼を率いてブリャンスクからウクライナへと向かった。ドニエプル川とベレジナ川に挟まれた地域をすぐに通過し、トルベツコイはムシチスラウとロスラヴリを支配下においてウクライナの同盟軍と共同でホメリを占領した。北翼軍は、フョードル・シェレメーチェフに率いられてプスコフを出発し、ネヴェリ（7月1日）、ポラツク（7月17日）、ヴィチェプスク（11月17日）などのリトアニアの諸都市を包囲した。ポーランド領リヴォニアにもツァーリの軍勢が大挙して押し寄せ、ルザとレーゼクネで態勢を立て直した。同時期、フメリニツキーとロシアの将軍ヴァシーリー・ブトゥルリンの連合軍は、ヴォルィーニを攻撃していた。2人の司令官は何度も衝突していたが、両軍は年末までにオストロフとリウネを占領した。

### 1655年の戦役

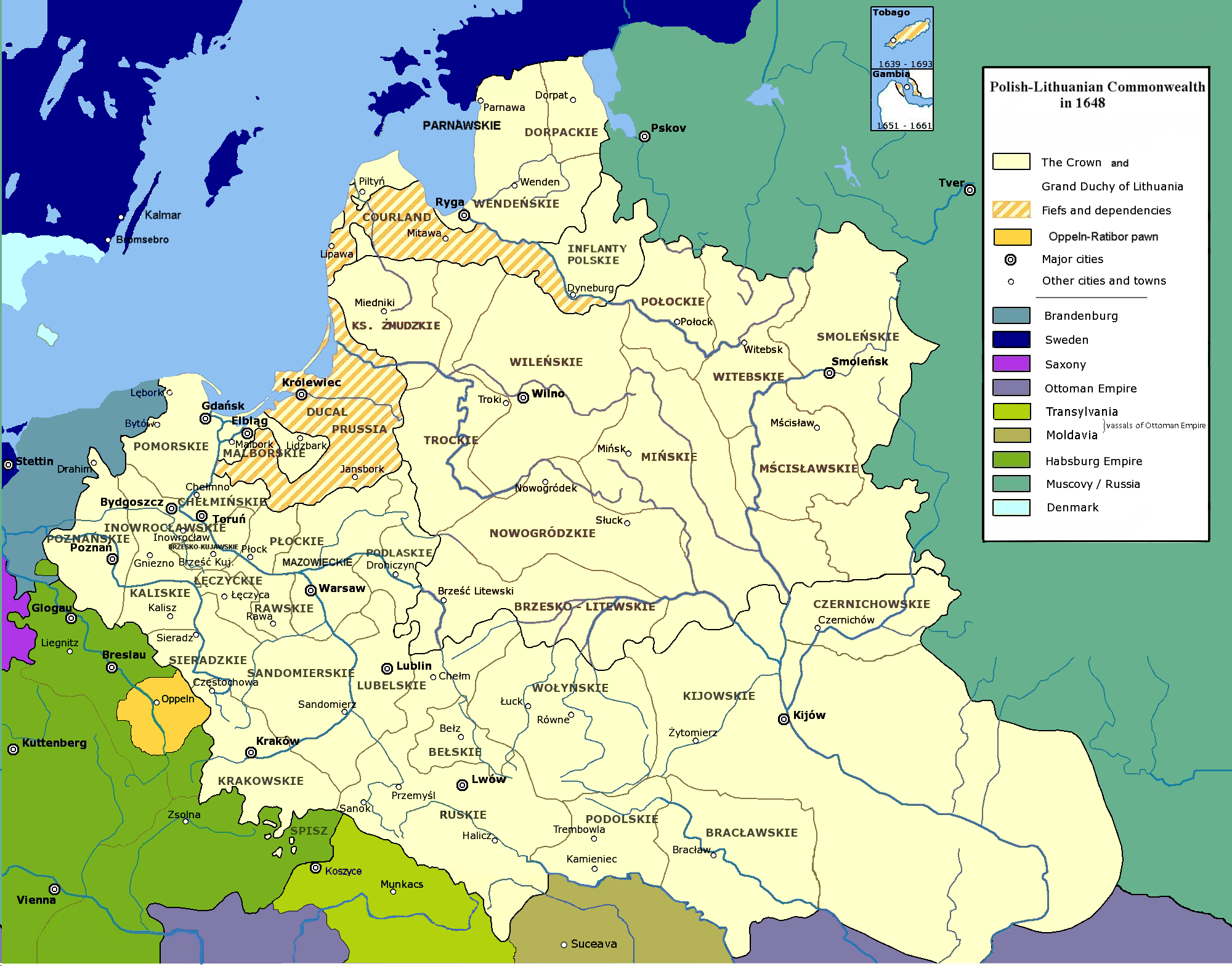
1648年のポーランド・リトアニア共和国

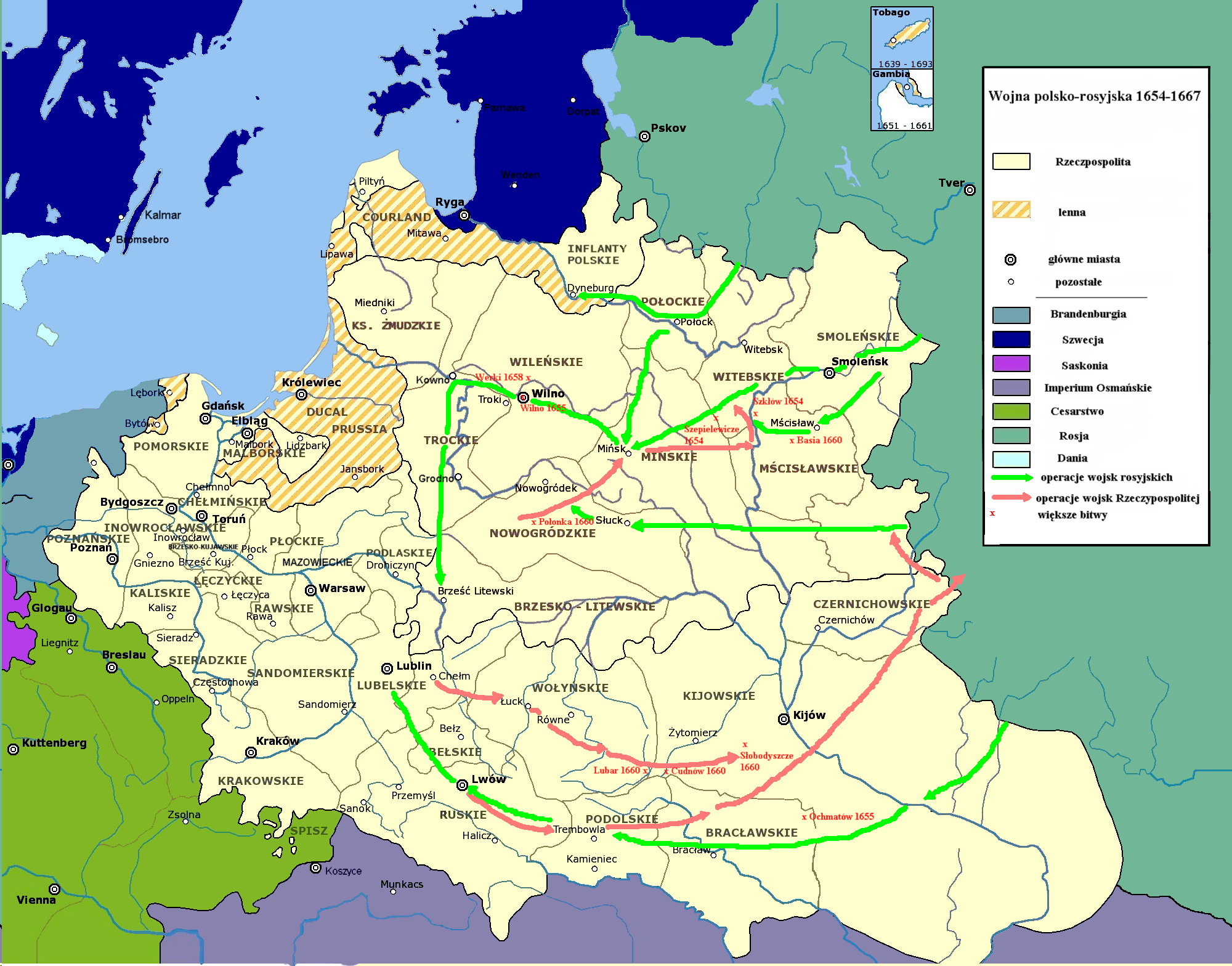
ロシア・ポーランド戦争、1654年-1667年

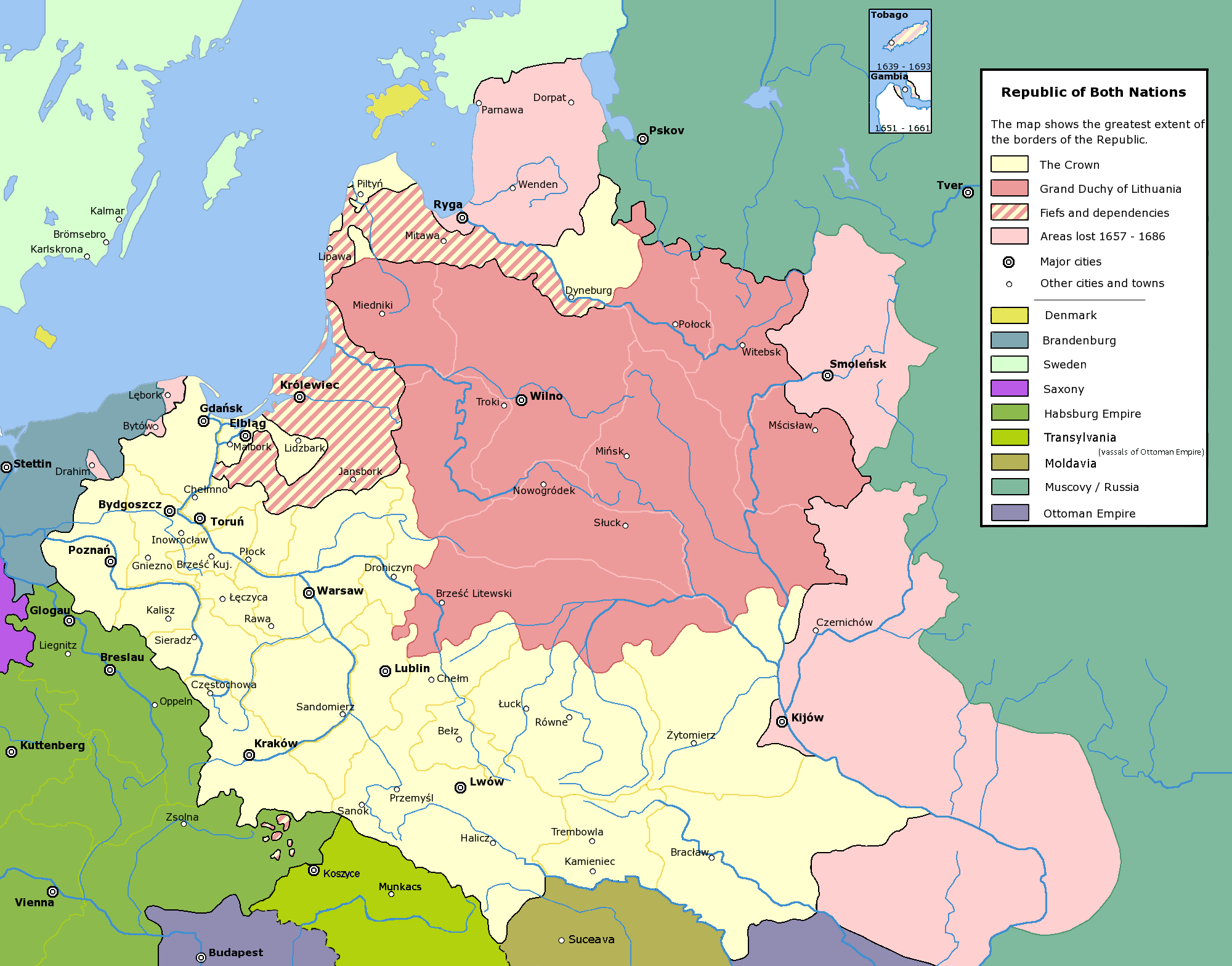
東部地域の薄いピンク色で示された地域が1667年に共和国からロシアに割譲された領土。新しい国境線は1686年の恒久平和条約によって最終的に確認された。

翌1655年の早春、ヤヌシュ・ラジヴィウはベラルーシにおいて反撃を開始し、オルシャを再占拠してマヒリョウを包囲したが、この3か月続いた包囲は何の結果も生まなかった。1月にはシェレメーチェフとフメリニツキーがオフマーチウでポーランド軍を壊滅させ、一方でクリミア・タタールと同盟したポーランドの第2軍がザシュコフでロシア＝ウクライナの分隊を打ち破った。
こうした反撃を受けて、アレクセイはロシア軍の軍事行動を急がせ、大量の命令を送って威嚇的な士気鼓舞を始めた。リトアニア軍は対して効果的な防衛戦を展開できず、7月3日にはミンスクをフメリニツキーとチェルカッスキーの軍隊に明け渡した。リトアニア大公国の首都ヴィリニュスは、7月31日にロシア軍によって占領された。この戦勝のおかげで、ロシア軍は8月にはカウナスとフロドナへも占領地域を拡げた。
一方、ロシアのヴォルコンスキー公はキエフを出発してドニエプル川とプリピャト川を航行し、リトアニア人を攻撃しつつ、ピンスクを占領した。トルベツコイの分隊はスウォニムとクレツァクを攻撃し、シェレメーチェフは6月17日に大した抵抗も受けずヴェリジを包囲した。リトアニア軍はいまだコサックによるスタルィ・ヴィホフの包囲に抵抗していたが、フメリニツキーとブトゥルリンは既にガリツィアへの攻撃を始めていた。彼らは9月にはポーランド人の都市ルヴフを攻撃し、ブレスト郊外でヤン・パヴェウ・サピェハを退けるとルブリンに入城した。

### 休戦
ロシアによるポーランド・リトアニア共和国に対する進撃は、これを好機と見たスウェーデン王カール10世グスタフによる北方戦争を引き起こした。スウェーデンは共和国の首都ワルシャワに進駐した。これを受け、アファナシー・オルディン＝ナシチョーキンはポーランド人との交渉を開始して、11月2日に休戦した。その後、ロシアはロシア・スウェーデン戦争を引き起こしてスウェーデン領リヴォニアに攻め入り、リガを包囲した。
リヴォニアにおける複雑な情勢はウクライナの政情に悪影響を及ぼした。共和国を敵とするフメリニツキーはスウェーデンを同盟者と見ており、この休戦をロシアの裏切りと考えて、1657年8月に急死するまでツァーリと手を切るための計画を練っていた。彼の後継者となったイヴァン・ヴィホーウシクィイは、共和国内で孤立化したスウェーデン軍を破って国外に追い出したポーランド人達とハージャチの和約を結んで和解することを選択した。

### 再開
この事態を受けて、ツァーリ・アレクセイはスウェーデンとの間で自国に有利なヴァリェルサリの和約を結ぶと、1658年10月にポーランドとの戦争を再開した。和平が保たれていた2年間のうちに、ベラルーシの貴族と多くのコサック指導層はポーランド支持へと立場を変え、ベラルーシ地方においてロシア軍を迎え撃つポーランド人を支援した。
北部では、ヴィリニュスを封鎖しようとしたサピェハの試みはユーリー・ドルゴルーコフ公によって阻止された（10月11日）。南部でも、ヴィホーウシクィイ率いるウクライナ人達はシェレメーチェフからキエフを奪回することに失敗した。しかし1569年、ヴィホーウシクィイと同盟者クリミア・タタールと共同でトルベツコイの率いる軍隊をコノトプの戦いで壊滅させ、コノトプの町を包囲した。
ウクライナにおける遠征が失敗に終るかも知れないというロシア人たちの不安は、8月に占領地キエフを出立したシェレメーチェフとその麾下の部隊によって取り除かれた。ヴィホーウシクィイはチヒルィーンでシェレメーチェフに敗北してポーランドに亡命、コサック達は彼を解任してフメリニツキーの遺児ユーリーを新しいヘーチマンに任命した。

### 終戦
しかし形勢はポーランドに味方し始めた。次のヘーチマンとなったヤクィム・ソムコは、前任者ユーリーの様にモスクワ支配に対する仮借ない批判者というわけではなかったが、ポーランド人との同盟を模索した。ポーランド王ヤン2世カジミェシュは1660年に北方戦争を終結させるためのオリヴァ条約に調印し、国力の全てを東方の辺境地帯に傾注できるようにした。
ポーランド人は精一杯の軍事力で1660年末までにロシア軍をベラルーシから追い出した。サピェハはホヴァンスキーを破り、シェレメーチェフはツトヌフの戦いでスタニスワフ・レヴェラ・ポトツキとイェジー・ルボミルスキに降伏した。この時期最も有能なポーランド人将軍であったステファン・チャルニェツキもポロンカの戦いでドルゴルーコフの部隊を倒し、1661年にヴィリニュスを奪回した。他のリトアニア大公国内の諸都市も一つずつ共和国軍によって解放されていった。こうした反転攻勢のせいで、ツァーリ政府はスウェーデンとの更なる戦争を回避すべく、屈辱的なカルディスの和約に調印し、バルト地方から撤退する事になった。
1663年末、ポーランド王とその軍隊はドニエプル川を渡って左岸ウクライナへの侵攻を開始した。国王軍の進路にあった諸都市は何の抵抗もなくポーランドに帰服していったが、翌1664年1月のフルーヒウの包囲には失敗して大きな犠牲を出し、ノヴゴロド＝セーヴェルスキーまで退却した。この戦争の最後の大きな戦いは1664年の夏に行われ、この時はロシア軍がヴィチェプスク郊外で敗れている。
和平交渉は1664年から1667年1月までずるずると引き延ばされていたが、イェジー・ルボミルスキが反乱を起こしたため、ポーランド側が急いでアンドルソヴォ条約を締結した。この和約により、ポーランド・リトアニア共和国はロシアに対し、スモレンスクの要塞およびキエフを含む左岸ウクライナを割譲した。20年にわたる戦乱「大洪水」は一応の終結を見たが、共和国は豊かな穀倉地帯ウクライナの半分を喪失し、甚大な被害を受けて1648年以前までの経済的繁栄を2度と取り戻せなかった。この戦争で東ヨーロッパにおける覇権国の地位はポーランドからモスクワ・ロシアに移り、ロシアは「帝国」としての威容をととのえていった。